# Le Prisonnier (mini-série, 2009)
Pour les articles homonymes, voir Le Prisonnier et The Prisoner (homonymie).
Le Prisonnier (The Prisoner) est une mini-série britanno-américaine en six épisodes de 52 minutes, créée par Trevor Hopkins et diffusée du 15 au 17 novembre 2009 sur AMC, et le 17 avril 2010 sur ITV. Il s'agit d'une reprise de la série de 1967, Le Prisonnier.
En France, elle a été diffusée le 15 février 2010 sur Canal+. Elle reste inédite dans les autres pays francophones.

## Synopsis
Un ancien agent secret est retenu prisonnier dans un village mystérieux dont nul ne peut s’échapper. Une lutte psychologique et physique s’engage entre le no 6 et ses geôliers…

## Distribution

### Acteurs principaux
- Jim Caviezel (VF : Vincent Ribeiro) : Numéro 6
- Ian McKellen (VF : Pierre Dourlens) : Numéro 2
- Ruth Wilson (VF : Véronique Desmadryl) : Numéro 313 et Sara
- Hayley Atwell (VF : Lucile Boulanger) : Numéro 4-15 et Lucy
- Lennie James (VF : Jean-Paul Pitolin) : Numéro 147
- Jamie Campbell Bower (VF : Joachim Salinger) : Numéro 11-12
- Rachael Blake (VF : Emmanuèle Bondeville) : Numéro M2

### Invités
- Renate Stuurman (VF : Géraldine Asselin) : Numéro 21-16 (3 épisodes)
- Hanlé Barnard : Numéro 23-90 (2 épisodes)
- Vincent Regan (VF : Jean-Louis Faure) : Numéro 909 (2 épisodes)
- David Butler (VF : Jean-Louis Rugarli) : Numéro 37927 (2 épisodes)
- Jeffrey R. Smith (VF : Jean-Jacques Nervest) : Numéro 16 (2 épisodes)
- Jessica Haines (en) (VF : Vanina Pradier) : Numéro 554 (2 épisodes)

 Source et légende : version française (VF) sur RS Doublage

## Production
La production a débuté en août 2008 en Namibie et en Afrique du Sud.

## Épisodes
1. L'Arrivée (Arrival)
2. Harmonie (Harmony)
3. L'Enclume (Anvil)
4. Cher amour (Darling)
5. Double personnalité (Schizoid)
6. Échec et Mat (Checkmate)

## Produits dérivés

### DVD
- Sortie en coffret 3 DVD avec VF + VO, chez l'éditeur StudioCanal le 9 mars 2010.